# Anomalon nirvanum
Anomalon nirvanum là một loài tò vò trong họ Ichneumonidae.